# 安托尼夫卡 (伊賈斯拉夫區)
50°15′18″N 26°24′7″E / 50.25500°N 26.40194°E
安托尼夫卡（烏克蘭語：Антонівка），是烏克蘭西部的村莊，隸屬赫梅利尼茨基州的舍佩蒂夫卡區。該村始建於1462年，面積0.55平方公里，海拔高度203米，2001年人口158，人口密度每平方公里285.2人。